# Rekorde im Schach
Diese Seite führt Rekorde der Schachgeschichte auf.

## Spielrekorde
Magnus Carlsen – Jan Nepomnjaschtschi, Schachweltmeisterschaft 2021, 6. Partie
- meiste Turniersiege: Anatoli Karpow hält den Rekord mit den meisten gewonnenen Schachturnieren, mehr als 160 Turniersiege stehen zu Buche.
- meiste gespielte Partien: Viktor Kortschnoi hält den Rekord mit den meisten gespielten Schachpartien, ca. 5000 sind dokumentiert.
- am längsten ungeschlagen: Magnus Carlsen hält mit 125 den Rekord für die längste Serie ungeschlagener Partien mit klassischer Bedenkzeit im Zeitraum 2018 bis 2020, davon 44 Siege und 81 Remis.[2]
- längste Partie bei einer Schachweltmeisterschaft: Die 6. Partie der Schachweltmeisterschaft 2021 zwischen Magnus Carlsen und Jan Nepomnjaschtschi ist nach Zügen die längste je in einem Weltmeisterschaftskampf gespielte Partie. Carlsen gewann die Partie nach 136 Zügen durch Aufgabe Nepomnjaschtschis.[3][4][5][6][7] Damit wurde der Rekord von 1978 überboten, als die 5. Partie zwischen Anatoli Karpow und Viktor Kortschnoi nach 124 Zügen mit Remis endete.[8]
- längste bekannte Partie: Sie wurde 1980 in Israel gespielt. Spepak gewann nach 24,5 Stunden (193 Züge gegen Mashian).[9]
- längste bekannte Fernpartie: 16 Jahre, siehe dazu: Fernschach – Die längste bekannte Fernpartie
- längste bekannte Mattfolge: Ottó Titusz Bláthy komponierte ein Matt in 257 Zügen (bzw. ein Matt in 292 Zügen mit illegaler Ausgangsstellung), siehe auch: Schachmatt – Längste Mattfolgen
- kürzeste Mattpartie: Narrenmatt
- späteste Rochade, Rochade mit den wenigsten Steinen und meiste Rochaden: Rochade – Rekorde
- Weltrekorde im Simultanschach: Simultanschach – Rekorde im Simultanschach
- Weltrekorde im Blindschach: Blindschach – Rekorde

## Elo-Rekorde
- höchste erreichte Elo-Zahl: Magnus Carlsen im Mai 2014 mit 2882 Punkten. Er überbot den bisherigen Rekord von Garri Kasparow im Juli 1999 mit 2851 Punkten.
- höchste erreichte Elo-Zahl bei den Frauen: Judit Polgár im Juli 2005 mit 2735 Punkten.
- höchste historische Elo-Zahl: Für Bobby Fischer wurden im Oktober 1971 2895 Punkte berechnet.
- höchster Elo-Durchschnitt bei einem Turnier (Kategorie): Der Sinquefield Cup 2014 in St. Louis war mit einem Elo-Durchschnitt von 2801,7 (aufgerundet 2802) das bisher stärkste Turnier und damit das zweite Turnier überhaupt, das nach der Zürich Chess Challenge 2014 die Kategorie 23 erreichte.

## Altersrekorde und anderweitige Rekorde
- Rekordweltmeister: jeweils sechs Weltmeisterschaften gewonnen haben Emanuel Lasker, Michail Botwinnik, Anatoli Karpow und Garri Kasparow.
- Längste Zeit Weltmeister: Emanuel Lasker: 27 Jahre (von 1894 bis 1921)
- jüngste Schachweltmeisterin: Hou Yifan mit 16 Jahren, neun Monaten und 27 Tagen bei der Schachweltmeisterschaft der Frauen 2010
- jüngster Schachweltmeister: D. Gukesh mit 18 Jahren, sechs Monaten und 14 Tagen (Titelgewinn 2024) (Historie: Garri Kasparow mit 22 Jahren, sechs Monaten und 27 Tagen Titelgewinn 1985). Drittjüngster ist Magnus Carlsen mit 22 Jahren, elf Monaten und 22 Tagen (Titelgewinn 2013). Unberücksichtigt: Ruslan Ponomarjow als jüngster FIDE-Weltmeister mit 18 Jahren, drei Monaten und 13 Tagen.
- jüngster Großmeister: seit dem 30. Juni 2021 Abhimanyu Mishra mit zwölf Jahren, vier Monaten und 25 Tagen.[10] Davor hielt 19 Jahre lang Sergei Karjakin den Rekord, der 2002 im Alter von zwölf Jahren, sieben Monaten und null Tagen GM wurde.
- jüngster Internationaler Meister: Faustino Oro mit zehn Jahren, acht Monaten und 16 Tagen
- jüngster Schachspieler mit einer Elo-Zahl von 2700 oder mehr: Wei Yi
- jüngster Schachspieler mit einer Elo-Zahl von 2800: Alireza Firouzja
- jüngster Komponist eines veröffentlichten Problems: Zsuzsa Polgár
- ältester lebender Großmeister: Juraj Nikolac, geboren am 22. April 1932
- langlebigster bedeutender Schachspieler: Zoltán Sárosy mit 110 Jahren und 300 Tagen
- langlebigster Großmeister: Juri Awerbach mit 100 Jahren und 88 Tagen